# روث ماري رينولدز
روث ماري رينولدز (بالانجليزية: Ruth Mary Reynolds) (29 فبراير عام 1916 - 2 ديسمبر عام 1989) معلمة أمريكية وناشطة في مجال الحقوق السياسية والمدنية تبنّت المُثل العليا للحزب القومي البورتوريكي. زُجّت في سجن لا برينسيسا بتهمة التحريض على الفتنة خلال ثورات الحزب القومي البورتوريكي في خمسينيات القرن العشرين. بصفتها واحدة من مؤسسي المنظمة المعروفة باسم «الرابطة الأمريكية لاستقلال بورتوريكو»، كرست رينولدز سنوات عديدة من حياتها دفاعًا عن حركة استقلال بورتوريكو عن الولايات المتحدة بعد إطلاق سراحها من السجن.

## معتزل هارلم الديني (هارلم أشرم)
تم تأسيس معتزل هارلم الديني على يد رالف تمبلن وجاي هولمز سميث في عام 1940. كانت مجموعة دينية سلمية تستند إلى فلسفة اللاعنف الغاندية. من أجل تعزيز النوايا الحسنة بين الأعراق، انضم أعضاء الأشرم إلى أعضاء حي تقطنه أغلبية بورتوريكية في المدينة. نظمت رينولدز وشركاؤها ألعابًا وأنشطة للشباب الذين عاشوا في شرق هارلم، والمعروفة أيضًا باسم هارلم الإسبانية.

## الحزب الوطني البورتوريكي
تم القبض على بيدرو ألبيزو كامبوس، رئيس الحزب القومي البورتوريكي، إلى جانب العديد من القوميين الآخرين ووجهت إليهم تهمة «التآمر المثير للفتنة للإطاحة بالحكومة الأمريكية في بورتوريكو» بعد أحداث مذبحة ريو بيدراس عام 1935. على الرغم من أنه لم يكن متورطًا في الحادث، إلا أن ألبيزو كامبوس قد أدين وحُكم عليه في عام 1937 بالسجن لمدة عشر سنوات في السجن الفيدرالي في أتلانتا، جورجيا.
في عام 1943، بينما كان ما يزال يقضي عقوبته، أصيب ألبيزو كامبوس بمرض خطير وكان لا بد من احتجازه في مستشفى كولومبوس في مدينة نيويورك. أثناء إقامته في المستشفى، علم بالأنشطة التي كان يقوم به هارلم أشرم مع البورتوريكيين المحليين. طلب من خوليو بينتو غانديا، عضو الحزب القومي البورتوريكي، إحضار المجموعة إلى المستشفى بغية مقابلتهم. ذهبت رينولدز والآخرون لمقابلة ألبيزو كامبوس مثلما طُلب منهم. وقد كانت تلك بداية صداقة مدى الحياة بين رينولدز وألبيزو كامبوس.
لم يكتف ألبيزو كامبوس بمعرفة أنشطة المجموعة مع مجتمع بورتوريكو فحسب، بل عَلِم أيضًا أن المجموعة متورطة في حركة «الهند الحرة» اللاعنفية. أقنع مجموعتهم بالانخراط في حركة «بورتوريكو الحرة»، لأنه اعتقد أنها حالة مماثلة للاستعمار - استعمار الولايات المتحدة لبورتوريكو. وعلى الرغم من أن أعضاء المجموعة قد عارضوا استخدام العنف كوسيلة للحصول على الاستقلال، إلا أنهم وافقوا على أن بورتوريكو ينبغي أن تتمتع باستقلالها وأن يصبحوا من دعاة استقلال الجزيرة.
بعد ذلك بوقت قصير، أسست رينولدز وزملاؤها ما يُعرف باسم الرابطة الأمريكية لاستقلال بورتوريكو وتم تعيينها سكرتيرة تنفيذية. في عام 1945، قامت رينولدز بأول رحلة لها إلى بورتوريكو من أجل رؤية الظروف الاجتماعية والاقتصادية والسياسية على الجزيرة. من عام 1946 وحتى عام 1947، ظهرت رينولدز أمام الأمم المتحدة بهدف الضغط لصالح استقلال بورتوريكو. أدلت باتهامها بأن معاملة الولايات المتحدة لبورتوريكو تنتهك «الإعلان المتعلق بالأقاليم غير المتمتعة بالحكم الذاتي» الوارد في المادة 73 من الفصل 11 من ميثاق الأمم المتحدة. وأدلت أيضًا بشهادتها أمام كونغرس الولايات المتحدة فيما يتعلق بحالة الجزيرة. عادت إلى الجزيرة في عام 1948 للتحقيق في حركة إضراب الطلاب في جامعة بورتوريكو.